# Silvana Stanco
Silvana Maria Stanco, née le 6 janvier 1993 à Zurich, en Suisse, est une tireuse sportive italienne, médaillée d'argent de la fosse olympique féminine aux jeux olympiques d'été de 2024,,.

## Carrière
Silvana Stanco se met au tir en 2007 avant d'intégrer le groupe sportif de Fiamme Gialle et d'entrer en compétition en 2011. 
En 2018, lors des championnats du monde de tir à Changwon, en Corée du Sud, elle remporte la médaille de bronze.
En 2022, elle est sacrée championne aux championnats européens de tir de Larnaka à l'épreuve de la fosse olympique par équipe aux côtés de Jessica Rossi et Alessia Lezzi et est classée troisième en fosse olympique individuelle femme,,.
En 2024, c'est pendant les jeux olympiques d'été qu'elle remporte la médaille d'argent à l'épreuve de trap.

## Palmarès

### Jeux olympiques
| Années | Compétitions                   | Lieux               | Résultats | Epreuves |
| ------ | ------------------------------ | ------------------- | --------- | -------- |
| 2024   | Jeux olympiques d'été de Paris | Paris / Chateauroux | 2è        | Trap     |

### Championnats du monde
| Années | Compétitions                      | Lieux    | Résultats | Epreuves |
| ------ | --------------------------------- | -------- | --------- | -------- |
| 2018   | Championnats du monde de Changwon | Changwon | 3e        |          |

### Championnats d'Europe
| Années | Compétitions                 | Lieux   | Résultats | Epreuves                   |
| ------ | ---------------------------- | ------- | --------- | -------------------------- |
| 2022   | Championnats d'Europe de tir | Larnaka | 1ère      | Fosse olympique par équipe |
| 2022   | Championnats d'Europe de tir | Larnaka | 3è        | Fosse olympique individuel |